# Planinska vas, Šentjur
Planinska vas je naselje v Občini Šentjur. 
Pod vasjo se nahaja Glija jama. To je meandrasta vodoravna jama v osamelem krasu.